# 외롭지 않다
"외롭지 않다"는 1967년 공개된 대한민국의 영화이다.

## 배역
- 김지미
- 남궁원
- 윤정희
- 이빈화
- 안은숙
- 이예춘
- 도금봉
- 남석훈
- 이수련